# Giải bóng đá nữ U19 quốc gia 2013
Giải bóng đá nữ U19 quốc gia 2013 là giải bóng đá nữ dành cho lứa tuổi dưới 19 tuổi ở Quốc gia Việt Nam, đây là mùa giải thứ bảy do VFF tổ chức. Giải bóng đá nữ lứa tuổi 19 quốc gia 2013 sẽ diễn ra tại Sân vận động Hà Nam, Thành phố Phủ Lý, Tỉnh Hà Nam từ ngày 20/7 đến ngày 28/7/2013 với sự tham gia của 5 đội bóng: Sơn La, Than Khoáng sản Việt Nam, Hà Nội, Phong Phú Hà Nam và Thành phố Hồ Chí Minh.

## Điều lệ giải
Tại giải bóng đá nữ lứa tuổi 19 Quốc gia 2013, các đội sẽ thi đấu theo thể thức vòng tròn một lượt để tính điểm xếp hạng Nhất, Nhì và Ba.

## Bảng xếp hạng
Đội nữ U19 Hà Nội vô địch giải đấu với thành tích toàn thắng và không bị thủng lưới bàn nào.
| Thứ tự | Đội                             | Trận | Thắng | Hòa | Thua | Hiệu số | Điểm |
| 1      | U19 nữ Hà Nội                   | 4    | 4     | 0   | 0    | 13/0    | 12   |
| 2      | U19 nữ Than Khoáng Sản Việt Nam | 4    | 3     | 0   | 1    | 9/5     | 9    |
| 3      | U19 nữ Phong Phú Hà Nam         | 4    | 1     | 1   | 2    | 5/7     | 4    |
| 4      | U19 nữ Thành phố Hồ Chí Minh    | 4    | 1     | 1   | 2    | 5/8     | 4    |
| 5      | U19 nữ Sơn La                   | 4    | 0     | 0   | 4    | 2/15    | 0    |

## Kết quả chi tiết
|                          | Sơn La | Than Khoáng sản Việt Nam | Thành phố Hồ Chí Minh | Hà Nội | Phong Phú Hà Nam |
| ------------------------ | ------ | ------------------------ | --------------------- | ------ | ---------------- |
| Sơn La                   | xxx    | xxx                      | 1-3                   | xxx    | 1-4              |
| Than Khoáng sản Việt Nam | 4-0    | xxx                      | 2-1                   | 0-3    | 3-0              |
| Thành phố Hồ Chí Minh    |        | xxx                      | xxx                   | xxx    | xxx              |
| Hà Nội                   | 4-0    | xxx                      | 4-0                   | xxx    | xxx              |
| Phong Phú Hà Nam         |        | xxx                      | 1-1                   | 0-2    | xxx              |

(Hàng dọc: đội chủ nhà; Hàng ngang: đội khách)

## Tổng kết mùa giải
- Đội vô địch: U19 nữ Hà Nội[3].
- Đội đoạt giải Nhi: U19 nữ Than Khoáng Sản Việt Nam
- Đội đoạt giải Ba: U19 nữ Phong Phú Hà Nam
- Đội đoạt giải phong cách: U19 nữ Sơn La
- Cầu thủ xuất sắc nhất giải: Phạm Hải Yến (12 - Hà Nội)
- Thủ môn xuất sắc nhất giải: Nguyễn Thị Hằng (25 - Hà Nội)
- Cầu thủ ghi nhiều bàn thắng nhất: Phạm Hải Yến (12 - Hà Nội) (7 bàn).